# Hinnerk Bodendieck
Hinnerk Bodendieck (geb. 1965 in Hamburg) ist ein deutscher Maler, Grafiker und Illustrator.

## Leben
Hinnerk Bodendieck wurde 1965 in Hamburg geboren. Im Alter von 12 Jahren begann der intensive Kontakt in die Segelei, besonders im Bereich der Jugendwanderkutter und Traditionsschiffe; ein Umstand, der sich neben dem Hamburgbezug seiner Werke in seinem Schaffen erheblich niederschlägt. Nach seiner Schulzeit studierte er von 1988 bis 1996 an der Fachhochschule für Gestaltung in Hamburg, wobei er die Jahre 1994 und 1995 zu Studienaufenthalten in Madrid nutzte. Bereits drei Jahre nach dem Studienabschluss begann seine Dozententätigkeit an der Hochschule für Angewandte Wissenschaften Hamburg.
Seit 1999 illustriert Bodendieck Artikel in der Frankfurter Allgemeinen Zeitung oder dokumentiert Ereignisse zeichnerisch. Im Jahre 2000 dokumentierte er eine Reise mit schwer erziehbaren Jugendlichen auf der Undine von Schweden nach Portugal; diese Arbeit mündete in der Ausstellung „Kids, Kunst, Krisen“ in Lagerhallen des Hamburger Freihafens. Seit 2007 erstellt er auch für die Frankfurter Allgemeine Sonntagszeitung Illustrationen und Dokumentationen. 
Am 17. Mai 2015 erhielt er den durch Günther Fielmann gestifteten Baumkunst-Preis im Rahmen des Internationalen Museumstags und 16. Gottorfer Landmarkts von Schloss Gottorf. Im Dezember 2015 und 2017 gestaltete Bodendieck das Silvester-Titelblatt der Frankfurter Allgemeinen Sonntagszeitung mit einer ganzseitigen Farbillustration. 
Mehrfach beteiligte sich Bodendieck als Mitglied an Aktionen der Künstlergruppe „Norddeutsche Realisten“.
Hinnerk Bodendieck lebt und arbeitet in Hamburg.

## Ausstellungen (Auswahl)
- 1997, „Das Kleine Format“, Einzelausstellung Galerie Drum, Schleswig.
- 2001, „Horizonte, Perspektiven“, Gruppenausstellung im Museum für Hamburgische Geschichte.
- 5. März – 2. Mai 2004, „Hinnerk Bodendieck malt im Altonaer Museum“, zwei Monate Öffentliches Atelier.[4]
- 27. September – 31. Oktober 2012, „Pittori amburghesi a Trieste“, Gruppenausstellung, Triest.[5]
- 24. Mai – 28. Juli 2013, „Hamburg rauf und runter“, Handelskammer Hamburg.
- 26. Mai – 20. Oktober 2013, Gruppenausstellung „Realismus in Norddeutschland“, Schloß Gottorf, Schleswig.[6]
- 19. November 2012 – 17. Februar 2013, „Mit allen Sinnen - Malerei von Friedel Anderson und Hinnerk Bodendieck, Fotos von Michael Zapf“, Galerie im Tor, Hamburg.
- 20. September – 22. November 2015, „Aus Lust am Bild. Hinnerk Bodendieck - Reklame und Malerei“, Museum Langes Tannen, Uetersen.

## Veröffentlichungen
- Friedel Anderson, Hinnerk Bodendieck, Barbara Kloth Michael Zapf: Mit allen Sinnen. Vom Malen, Kochen und Genießen. Grand Elysée, Hamburg 2012, ISBN 978-3-00-039870-4.
- Galerie Gisela Heier (Hrsg.): Die Norddeutschen Realisten im Rheingau: Malerische Entdeckungen einer Landschaft. Verlag der Kunst Dresden Ingwert Paulsen jr., Dresden 2009, ISBN 978-3-86530-118-5.
- Infraserv GmbH & Co. Höchst KG (Hrsg.): Malerischer Ausflug zu Rohren, Zylindern und Kuben: Die Norddeutschen Realisten im Industriepark Höchst. Verlag der Kunst Dresden Ingwert Paulsen jr., Dresden 2010, ISBN 978-3-86530-143-7.